# ديفن دوسن
ديفن دوسن (بالإنجليزية: Devin Dawson)‏ هو مغني أمريكي، ولد في 30 يناير 1989 في Orangevale, California ‏ في الولايات المتحدة.

## وصلات خارجية
- الموقع الرسمي
- ديفين داوسون على موقع ميوزك برينز (الإنجليزية)
- ديفين داوسون على موقع ديسكوغز (الإنجليزية)